# Eclipse 500
Eclipse 500 — легкий реактивний пасажирський літак. Розроблений американською компанією Eclipse Aviation. Літак виконаний цілком з дюралюмінію. Прямі експлуатаційні витрати як заявляє фірма — на рівні 43 центів на кілометр дальності. Вартість нового літака близько USD 1 500 000.
До банкрутства в 2009 році Eclipse Aviation поставила замовникам 260 цих літаків. Змінивши власників та ім'я на Eclipse Aerospace, виробник зараз намагається відновити виробництво цього літака в поліпшеній модифікації Total Eclipse.

## Тактико-технічні характеристики
- Літак має довжину 10,06 м,
- розмах крил 10,97 м і
- висота 3,35 м
- довжина салону: 3.76 м
- ширина салону: 1.42 м
- висота салону: 1.27 м
- кількість пасажирів: до 4
- має максимальну підйомну вагу 2132 кг (вага порожнього — 1225 кг).
- Маса палива 699
- Довжина розбігу на рівні моря — 657 м,
- пробіг — 622 м.
- Крейсерська швидкість — 694 км/год,
- марка двигунів: 2 Pratt & Whitney Canada PW610F
- дальність з 4 пасажирами і 45-хвилинним аварійним запасом палива — 2584 км.